# Grand Prix Austrii 2022
Grand Prix Austrii 2022, oficjalnie Formula 1 Rolex Großer Preis von Österreich 2022 – jedenasta runda Mistrzostw Świata Formuły 1 w sezonie 2022. Grand Prix odbędzie się w dniach 8–10 lipca 2022 na torze Red Bull Ring w Spielbergu. Wyścig wygrał Charles Leclerc (Ferrari), a na podium kolejno stanęli po starcie z pole position Max Verstappen (Red Bull) oraz Lewis Hamilton (Mercedes).

## Tło

### Format weekendu
Grand Prix Austrii 2022 był drugim wyścigiem w tym sezonie, w którym zastosowany był inny format weekendu. Zgodnie z tym formatem w piątek odbyła się tylko jedna sesja treningowa oraz kwalifikacyjna ustalająca kolejność do sprintu, który odbył się w sobotę, po drugiej sesji treningowej. Kwalifikacje sprinterskie ustaliły kolejność do niedzielnego wyścigu głównego.

#### Kwalifikacje sprinterskie
Tak jak w poprzednim sezonie, kwalifikacje sprinterskie odbywały się będą na dystansie 100 km, co dało 24 okrążenia w przypadku toru Red Bull Ring. Sprint ustalił kolejność do niedzielnego wyścigu głównego. Kolejność startowa była ustalona poprzez kwalifikacje w standardowym formacie Q1, Q2 i Q3. Zmieniony został system punktacji sprintów – od tego sezonu punkty otrzymało ośmiu najlepszych kierowców według następującego klucza: 8-7-6-5-4-3-2-1, oraz podczas Grand Prix Emilii-Romanii, Grand Prix Austrii i Grand Prix São Paulo, czyli tam gdzie odbywał się sprint kwalifikacyjny, o tym, kto zdobył pole position, zadecydowały wyniki z piątkowych kwalifikacji.

## Lista startowa
| Nr          | Kierowca         | Zespół                                         | Samochód                          | Silnik                      | Opony |
| ----------- | ---------------- | ---------------------------------------------- | --------------------------------- | --------------------------- | ----- |
| 1           | Max Verstappen   | Oracle Red Bull Racing                         | Red Bull RB18                     | Red Bull RBPTH001 1,6 V6T   | P     |
| 3           | Daniel Ricciardo | McLaren F1 Team                                | McLaren MCL36                     | Mercedes-AMG F1 M13 1,6 V6T | P     |
| 4           | Lando Norris     | McLaren F1 Team                                | McLaren MCL36                     | Mercedes-AMG F1 M13 1,6 V6T | P     |
| 5           | Sebastian Vettel | Aston Martin Aramco Cognizant Formula One Team | Aston Martin AMR22                | Mercedes-AMG F1 M13 1,6 V6T | P     |
| 6           | Nicholas Latifi  | Williams Racing                                | Williams FW44                     | Mercedes-AMG F1 M13 1,6 V6T | P     |
| 10          | Pierre Gasly     | Scuderia AlphaTauri                            | AlphaTauri AT03                   | Red Bull RBPTH001 1,6 V6T   | P     |
| 11          | Sergio Pérez     | Oracle Red Bull Racing                         | Red Bull RB18                     | Red Bull RBPTH001 1,6 V6T   | P     |
| 14          | Fernando Alonso  | BWT Alpine F1 Team                             | Alpine A522                       | Renault E-Tech RE22 1,6 V6T | P     |
| 16          | Charles Leclerc  | Scuderia Ferrari                               | Ferrari F1-75                     | Ferrari 066/7 1,6 V6T       | P     |
| 18          | Lance Stroll     | Aston Martin Aramco Cognizant Formula One Team | Aston Martin AMR22                | Mercedes-AMG F1 M13 1,6 V6T | P     |
| 20          | Kevin Magnussen  | Haas F1 Team                                   | Haas VF-22                        | Ferrari 066/7 1,6 V6T       | P     |
| 22          | Yūki Tsunoda     | Scuderia AlphaTauri                            | AlphaTauri AT03                   | Red Bull RBPTH001 1,6 V6T   | P     |
| 23          | Alexander Albon  | Williams Racing                                | Williams FW44                     | Mercedes-AMG F1 M13 1,6 V6T | P     |
| 24          | Zhou Guanyu      | Alfa Romeo F1 Team ORLEN                       | Alfa Romeo C42                    | Ferrari 066/7 1,6 V6T       | P     |
| 31          | Esteban Ocon     | BWT Alpine F1 Team                             | Alpine A522                       | Renault E-Tech RE22 1,6 V6T | P     |
| 44          | Lewis Hamilton   | Mercedes-AMG Petronas Formula One Team         | Mercedes-AMG F1 W13 E Performance | Mercedes-AMG F1 M13 1,6 V6T | P     |
| 47          | Mick Schumacher  | Haas F1 Team                                   | Haas VF-22                        | Ferrari 066/7 1,6 V6T       | P     |
| 55          | Carlos Sainz Jr. | Scuderia Ferrari                               | Ferrari F1-75                     | Ferrari 066/7 1,6 V6T       | P     |
| 63          | George Russell   | Mercedes-AMG Petronas Formula One Team         | Mercedes-AMG F1 W13 E Performance | Mercedes-AMG F1 M13 1,6 V6T | P     |
| 77          | Valtteri Bottas  | Alfa Romeo F1 Team ORLEN                       | Alfa Romeo C42                    | Ferrari 066/7 1,6 V6T       | P     |
| Źródło: FIA |                  |                                                |                                   |                             |       |

## Wyniki

### Zwycięzcy sesji treningowych
| Sesja       | Nr | Kierowca         | Konstruktor | Czas     | Okr. |
| ----------- | -- | ---------------- | ----------- | -------- | ---- |
| 1           | 1  | Max Verstappen   | Red Bull    | 1:06,302 | 34   |
| 2           | 55 | Carlos Sainz Jr. | Ferrari     | 1:08,610 | 40   |
| Źródło: FIA |    |                  |             |          |      |

### Kwalifikacje
| P                    | Nr | Kierowca         | Konstruktor                  | Czasy w kwalifikacjach | Czasy w kwalifikacjach | Czasy w kwalifikacjach | Poz. s. |
| P                    | Nr | Kierowca         | Konstruktor                  | Q1                     | Q2                     | Q3                     | Poz. s. |
| -------------------- | -- | ---------------- | ---------------------------- | ---------------------- | ---------------------- | ---------------------- | ------- |
| 1                    | 1  | Max Verstappen   | Red Bull Racing-RBPT         | 1:05,852               | 1:05,374               | 1:04,984               | 1       |
| 2                    | 16 | Charles Leclerc  | Ferrari                      | 1:05,419               | 1:05,287               | 1:05,013               | 2       |
| 3                    | 55 | Carlos Sainz Jr. | Ferrari                      | 1:05,660               | 1:05,576               | 1:05,066               | 3       |
| 4                    | 63 | George Russell   | Mercedes                     | 1:06,235               | 1:05,697               | 1:05,431               | 4       |
| 5                    | 31 | Esteban Ocon     | Alpine-Renault               | 1:06,468               | 1:05,993               | 1:05,726               | 5       |
| 6                    | 20 | Kevin Magnussen  | Haas-Ferrari                 | 1:06,366               | 1:05,894               | 1:05,879               | 6       |
| 7                    | 47 | Mick Schumacher  | Haas-Ferrari                 | 1:06,405               | 1:06,151               | 1:06,011               | 7       |
| 8                    | 14 | Fernando Alonso  | Alpine-Renault               | 1:06,016               | 1:06,082               | 1:06,103               | 8       |
| 9                    | 44 | Lewis Hamilton   | Mercedes                     | 1:06,079               | 1:05,475               | 1:13,151               | 9       |
| 10                   | 10 | Pierre Gasly     | AlphaTauri-RBPT              | 1:06,589               | 1:06,160               |                        | 10      |
| 11                   | 23 | Alexander Albon  | Williams-Mercedes            | 1:06,516               | 1:06,230               |                        | 11      |
| 12                   | 77 | Valtteri Bottas  | Alfa Romeo-Ferrari           | 1:06,442               | 1:06,319               |                        | 12      |
| 13                   | 11 | Sergio Pérez     | Red Bull Racing-RBPT         | 1:06,143               | 1:06,458               | –                      | 13      |
| 14                   | 22 | Yūki Tsunoda     | AlphaTauri-RBPT              | 1:06,463               | 1:06,851               |                        | 14      |
| 15                   | 4  | Lando Norris     | McLaren-Mercedes             | 1:06,330               | 1:25,847               |                        | 15      |
| 16                   | 3  | Daniel Ricciardo | McLaren-Mercedes             | 1:06,613               |                        |                        | 16      |
| 17                   | 18 | Lance Stroll     | Aston Martin Aramco-Mercedes | 1:06,847               |                        |                        | 17      |
| 18                   | 24 | Zhou Guanyu      | Alfa Romeo-Ferrari           | 1:06,901               |                        |                        | 18      |
| 19                   | 6  | Nicholas Latifi  | Williams-Mercedes            | 1:07,003               |                        |                        | 19      |
| 20                   | 5  | Sebastian Vettel | Aston Martin Aramco-Mercedes | 1:07,083               |                        |                        | 20      |
| 107% czasu: 1:09,998 |    |                  |                              |                        |                        |                        |         |
| Źródło: FIA          |    |                  |                              |                        |                        |                        |         |

Uwagi
1. ↑  Sergio Pérez początkowo zakwalifikował się jako czwarty, ale jego najszybszy czas okrążenia w Q2 i wszystkie czasy okrążenia w Q3 zostały usunięte za przekroczenie limitów toru bez uzasadnionego powodu na zakręcie 8 w Q2[6].

### Sprint kwalifikacyjny
| P           | Nr | Kierowca         | Konstruktor                  | Okr. | Czas                       | Start | +/−       | Punkty | Poz. s. |
| ----------- | -- | ---------------- | ---------------------------- | ---- | -------------------------- | ----- | --------- | ------ | ------- |
| 1           | 1  | Max Verstappen   | Red Bull Racing-RBPT         | 23   | 26:30,059                  | 1     | Bez zmian | 8      | 1       |
| 2           | 16 | Charles Leclerc  | Ferrari                      | 23   | +1,675                     | 2     | Bez zmian | 7      | 2       |
| 3           | 55 | Carlos Sainz Jr. | Ferrari                      | 23   | +5,644                     | 3     | Bez zmian | 6      | 3       |
| 4           | 63 | George Russell   | Mercedes                     | 23   | +13,429                    | 4     | Bez zmian | 5      | 4       |
| 5           | 11 | Sergio Pérez     | Red Bull Racing-RBPT         | 23   | +18,302                    | 13    | 8         | 4      | 5       |
| 6           | 17 | Esteban Ocon     | Alpine-Renault               | 23   | +31,032                    | 5     | 1         | 3      | 6       |
| 7           | 20 | Kevin Magnussen  | Haas-Ferrari                 | 23   | +34,539                    | 6     | 1         | 2      | 7       |
| 8           | 44 | Lewis Hamilton   | Mercedes                     | 23   | +35,447                    | 9     | 1         | 1      | 8       |
| 9           | 47 | Mick Schumacher  | Haas-Ferrari                 | 23   | +37,163                    | 7     | 2         |        | 9       |
| 10          | 77 | Valtteri Bottas  | Alfa Romeo-Ferrari           | 23   | +37,557                    | 12    | 2         |        | PL      |
| 11          | 4  | Lando Norris     | McLaren-Mercedes             | 23   | +38,580                    | 15    | 4         |        | 10      |
| 12          | 3  | Daniel Ricciardo | McLaren-Mercedes             | 23   | +39,738                    | 16    | 4         |        | 11      |
| 13          | 18 | Lance Stroll     | Aston Martin Aramco-Mercedes | 23   | +48,241                    | 17    | 4         |        | 12      |
| 14          | 24 | Zhou Guanyu      | Alfa Romeo-Ferrari           | 23   | +50,753                    | PL    | 6         |        | 13      |
| 15          | 10 | Pierre Gasly     | AlphaTauri-RBPT              | 23   | +52,125                    | 10    | 5         |        | 14      |
| 16          | 23 | Alexander Albon  | Williams-Mercedes            | 23   | +52,412                    | 11    | 5         |        | 15      |
| 17          | 22 | Yūki Tsunoda     | AlphaTauri-RBPT              | 23   | +54,556                    | 14    | 3         |        | 16      |
| 18          | 6  | Nicholas Latifi  | Williams-Mercedes            | 23   | +1:08,694                  | 19    | 1         |        | 17      |
| 19          | 5  | Sebastian Vettel | Aston Martin Aramco-Mercedes | 21   | NU (uszkodzenia kolizyjne) | 20    | 1         |        | 18      |
| NS          | 14 | Fernando Alonso  | Alpine-Renault               | 0    | NW (elektronika)           | –     |           |        | 19      |
| Źródło: FIA |    |                  |                              |      |                            |       |           |        |         |

Uwagi
1. ↑  Sprint miał zakończyć się na 24 okrążeniach, zanim został skrócony o jedno okrążenie z powodu nowej procedury startu.
2. ↑  Valtteri Bottas otrzymał karę cofnięcia o 10 pozycji i został zmuszony do startu z końca stawki za wymianę elementów jednostki napędowej ponad regulaminowy limit[9][10] oraz został zmuszony do startu z alei serwisowej za złamanie zasad parku zamkniętego[11].
3. ↑  Zhou Guanyu zakwalifikował się na osiemnastym miejscu, ale zjechał do alei serwisowej po okrążeniu formującym, a jego miejsce na polu startowym pozostało wolne.
4. ↑  Alexander Albon ukończył sprint kwalifikacyjny na trzynastym miejscu, ale otrzymał karę 5 sekund doliczonych do uzyskanego czasu za wypchnięcie Landa Norrisa za tor[12].
5. ↑  Sebastian Vettel został sklasyfikowany, ponieważ przejechał więcej niż 90% dystansu sprintu kwalifikacyjnego.
6. ↑  Fernando Alonso zakwalifikował się na ósmym miejscu, ale nie wystartował w sprincie kwalifikacyjnym, a jego miejsce na polu startowym pozostało wolne.
7. ↑  Fernando Alonso został zmuszony do startu z końca stawki za wymianę elementów jednostki napędowej ponad regulaminowy limit[13].

### Wyścig
| P           | Nr | Kierowca         | Konstruktor                  | Okr. | Czas                       | Start | +/−       | Punkty |
| ----------- | -- | ---------------- | ---------------------------- | ---- | -------------------------- | ----- | --------- | ------ |
| 1           | 16 | Charles Leclerc  | Ferrari                      | 71   | 1:24:24,312                | 2     | 1         | 25     |
| 2           | 1  | Max Verstappen   | Red Bull Racing-RBPT         | 71   | +1,532                     | 1     | 1         | 18+1   |
| 3           | 44 | Lewis Hamilton   | Mercedes                     | 71   | +41,217                    | 8     | 5         | 15     |
| 4           | 63 | George Russell   | Mercedes                     | 71   | +58,972                    | 4     | Bez zmian | 12     |
| 5           | 31 | Esteban Ocon     | Alpine-Renault               | 71   | +1:08,436                  | 6     | 1         | 10     |
| 6           | 47 | Mick Schumacher  | Haas-Ferrari                 | 70   | +1 okrążenie               | 9     | 3         | 8      |
| 7           | 4  | Lando Norris     | McLaren-Mercedes             | 70   | +1 okrążenie               | 10    | 3         | 6      |
| 8           | 20 | Kevin Magnussen  | Haas-Ferrari                 | 70   | +1 okrążenie               | 7     | 1         | 4      |
| 9           | 3  | Daniel Ricciardo | McLaren-Mercedes             | 70   | +1 okrążenie               | 11    | 2         | 2      |
| 10          | 14 | Fernando Alonso  | Alpine-Renault               | 70   | +1 okrążenie               | 19    | 9         | 1      |
| 11          | 77 | Valtteri Bottas  | Alfa Romeo-Ferrari           | 70   | +1 okrążenie               | PL    | 9         |        |
| 12          | 23 | Alexander Albon  | Williams-Mercedes            | 70   | +1 okrążenie               | 15    | 3         |        |
| 13          | 18 | Lance Stroll     | Aston Martin Aramco-Mercedes | 70   | +1 okrążenie               | 12    | 1         |        |
| 14          | 24 | Zhou Guanyu      | Alfa Romeo-Ferrari           | 70   | +1 okrążenie               | 13    | 1         |        |
| 15          | 10 | Pierre Gasly     | AlphaTauri-RBPT              | 70   | +1 okrążenie               | 14    | 1         |        |
| 16          | 22 | Yūki Tsunoda     | AlphaTauri-RBPT              | 70   | +1 okrążenie               | 16    | Bez zmian |        |
| 17          | 5  | Sebastian Vettel | Aston Martin Aramco-Mercedes | 70   | +1 okrążenie               | 18    | 1         |        |
| NS          | 55 | Carlos Sainz Jr. | Ferrari                      | 56   | NU (jednostka mocy)        | 3     |           |        |
| NS          | 6  | Nicholas Latifi  | Williams-Mercedes            | 48   | NU (rezygnacja)            | 17    |           |        |
| NS          | 11 | Sergio Pérez     | Red Bull Racing-RBPT         | 24   | NU (uszkodzenia kolizyjne) | 5     |           |        |
| Źródło: FIA |    |                  |                              |      |                            |       |           |        |

Uwagi
1. ↑  Dodatkowy 1 punkt jest przyznawany kierowcy, który ustanowił najszybsze okrążenie w wyścigu, pod warunkiem, że ukończył wyścig w pierwszej 10.
2. ↑  Pierre Gasly otrzymał karę 5 sekund doliczonych do uzyskanego czasu za spowodowanie kolizji z Sebastianem Vettelem, ale nie wpłynęło to na jego pozycję końcową[16].
3. ↑  Sebastian Vettel otrzymał karę 5 sekund doliczonych do uzyskanego czasu za przekroczenie limitów toru, ale nie wpłynęło to na jego pozycję końcową[17].

### Najszybsze okrążenie
| Nr          | Kierowca       | Konstruktor | Czas     | Okr. |
| ----------- | -------------- | ----------- | -------- | ---- |
| 1           | Max Verstappen | Red Bull    | 1:07,275 | 62   |
| Źródło: FIA |                |             |          |      |

### Prowadzenie w wyścigu
| Nr                              | Kierowca         | Konstruktor | Okrążenia           | Suma |
| ------------------------------- | ---------------- | ----------- | ------------------- | ---- |
| 1                               | Max Verstappen   | Red Bull    | 1–11, 28–32, 51–52  | 18   |
| 55                              | Carlos Sainz Jr. | Ferrari     | 27, 50              | 2    |
| 16                              | Charles Leclerc  | Ferrari     | 12–26, 33–49, 53–71 | 51   |
| \| Wykres \| \| ------ \| \| \| |                  |             |                     |      |
| Źródło: FIA                     |                  |             |                     |      |
| Wykres                          |                  |             |                     |      |
|                                 |                  |             |                     |      |

## Klasyfikacja po wyścigu

### Kierowcy
Źródło: FIA
| P  | +/− | Kierowca         | Starty | Punkty | P1 | P2 | P3 | PP | NO | NS |
| -- | --- | ---------------- | ------ | ------ | -- | -- | -- | -- | -- | -- |
| 1  | 0   | Max Verstappen   | 11     | 208    | 6  | 1  | 1  | 3  | 3  | 1  |
| 2  | +1  | Charles Leclerc  | 11     | 170    | 3  | 2  | –  | 6  | 3  | 2  |
| 3  | −1  | Sergio Pérez     | 11     | 151    | 1  | 5  | –  | 1  | 2  | 2  |
| 4  | 0   | Carlos Sainz Jr. | 11     | 133    | 1  | 3  | 2  | 1  | 1  | 4  |
| 5  | 0   | George Russell   | 11     | 128    | –  | –  | 3  | –  | –  | 1  |
| 6  | 0   | Lewis Hamilton   | 11     | 109    | –  | –  | 4  | –  | 1  | –  |
| 7  | 0   | Lando Norris     | 11     | 64     | –  | –  | 1  | –  | 1  | 1  |
| 8  | +1  | Esteban Ocon     | 11     | 52     | –  | –  | –  | –  | –  | 1  |
| 9  | −1  | Valtteri Bottas  | 11     | 46     | –  | –  | –  | –  | –  | 2  |
| 10 | 0   | Fernando Alonso  | 11     | 29     | –  | –  | –  | –  | –  | 2  |
| 11 | +1  | Kevin Magnussen  | 11     | 22     | –  | –  | –  | –  | –  | 2  |
| 12 | +2  | Daniel Ricciardo | 11     | 17     | –  | –  | –  | –  | –  | 1  |
| 13 | −2  | Pierre Gasly     | 11     | 16     | –  | –  | –  | –  | –  | 3  |
| 14 | −1  | Sebastian Vettel | 9      | 15     | –  | –  | –  | –  | –  | 1  |
| 15 | +2  | Mick Schumacher  | 11     | 12     | –  | –  | –  | –  | –  | 3  |
| 16 | −1  | Yūki Tsunoda     | 11     | 11     | –  | –  | –  | –  | –  | 2  |
| 17 | −1  | Zhou Guanyu      | 11     | 5      | –  | –  | –  | –  | –  | 4  |
| 18 | 0   | Alexander Albon  | 11     | 3      | –  | –  | –  | –  | –  | 1  |
| 19 | 0   | Lance Stroll     | 11     | 3      | –  | –  | –  | –  | –  | –  |
| 20 | 0   | Nicholas Latifi  | 11     | 0      | –  | –  | –  | –  | –  | 3  |
| 21 | 0   | Nico Hülkenberg  | 2      | 0      | –  | –  | –  | –  | –  | –  |
| P  | +/− | Kierowca         | Starty | Punkty | P1 | P2 | P3 | PP | NO | NS |

### Konstruktorzy
Źródło: FIA
| P  | +/− | Konstruktor                  | Starty | Punkty | P1 | P2 | P3 | PP | NO | NS |
| -- | --- | ---------------------------- | ------ | ------ | -- | -- | -- | -- | -- | -- |
| 1  | 0   | Red Bull Racing-RBPT         | 22     | 359    | 7  | 6  | 1  | 4  | 5  | 3  |
| 2  | 0   | Ferrari                      | 22     | 303    | 4  | 5  | 2  | 7  | 4  | 6  |
| 3  | 0   | Mercedes                     | 22     | 237    | –  | –  | 7  | –  | 1  | 1  |
| 4  | 0   | McLaren-Mercedes             | 22     | 81     | –  | –  | 1  | –  | 1  | 2  |
| 5  | 0   | Alpine-Renault               | 22     | 81     | –  | –  | –  | –  | –  | 3  |
| 6  | 0   | Alfa Romeo Racing-Ferrari    | 22     | 51     | –  | –  | –  | –  | –  | 6  |
| 7  | +1  | Haas-Ferrari                 | 22     | 34     | –  | –  | –  | –  | –  | 5  |
| 8  | −1  | Scuderia AlphaTauri-RBPT     | 22     | 27     | –  | –  | –  | –  | –  | 5  |
| 9  | 0   | Aston Martin Aramco-Mercedes | 22     | 18     | –  | –  | –  | –  | –  | 1  |
| 10 | 0   | Williams-Mercedes            | 22     | 3      | –  | –  | –  | –  | –  | 4  |
| P  | +/− | Konstruktor                  | Starty | Punkty | P1 | P2 | P3 | PP | NO | NS |